# 최명헌
최명헌(崔明憲, 1929년 6월 16일~2023년 6월 23일)은 대한민국의 정치인으로, 제11·12·16대 국회의원을 지냈다. 평안북도 정주 출생이다.
최명헌은 1963년 대령으로 전역하였다. 1988년 제5대 노동부 장관을 거쳐 새정치국민회의 사무총장, 새정치국민회의 부총재, 새천년민주당 부총재를 지냈다. 육사 9기 출신으로 정규학위를 위해 단국대학교에 편입하였다. 5·16 군사 정변에 참여하였고 부리부리한 눈매에 강직한 성격으로 한번 맺은 인연과 의리엔 남달리 충실하여 1985년 이재형(李載灐) 국회의장의 비서실장으로 충성심이 강했다는 평을 받는다.

## 학력
- 평안북도 신의주동고등보통학교 졸업
- 육군사관학교 9기 졸업
- 육군보병학교 졸업
- 단국대학교 법학과 학사
- 육군대학 졸업

### 명예 박사 학위
- 단국대학교 명예 정치학 박사

## 경력
- 1960년: 군사정보·작전참모
- 1963년: 예편(대령)
- 1970년: 인천수출산업공단 이사장
- 1971년: 한국수출산업공단 이사장
- 1981년: 제11대 국회의원(민정당·구로구)
- 1981년: 국회제무위원
- 1985년: 제12대 국회의원(민정당·전국구)
- 1985년: 국회 의장비서실 실장
- 1985년: 한일의원연맹 경제분과위원회 위원장
- 1988년: 노동부 장관
- 1989년: 무역진흥공사 이사장
- 1995년: 자유민주연합 통일안보행정특보위원
- 1996년: 자유민주연합 통일안보행정특보위원 직위 퇴임
- 1997년: 제15대 대통령직 인수위원회 위원 및 경제분과위원회 위원장
- 1998년: 통일부 통일고문회의 통일고문
- 1998년: 국민회의 부총재
- 1998년: 국민회의 당무위원
- 2000년: 민주당 고문
- 2000년: 새천년민주당 중앙선거대책위원회 부위원장
- 2000년: 새천년민주당 이북7도민특위원회 위원장
- 2000년: 제16대 국회의원(민주당·전국구)
- 2000년: 제16대 국회국방위원

## 수상 기록
- 청조근정훈장
- 동탑산업훈장
- 금탑산업훈장
- 보국훈장광복장
- 보국훈장삼일장
- 대통령표창
- 충무무공훈장
- 은성화랑훈장
- 건국공로훈장

## 역대 선거 결과
|  | 36.50% |

|  | 35.2% |

|  | 35.9% |